# Museo archeologico Francesco Savini
Il Museo archeologico Francesco Savini è allestito in uno storico palazzo della città di Teramo, a pochi passi dalla cattedrale e dalla Biblioteca provinciale Melchiorre Dèlfico.

## Descrizione
Di proprietà della locale Amministrazione comunale ed istituito nell'anno 1997, accoglie al suo interno la più nutrita esposizione territoriale di oggetti di epoca antica come i reperti catalogati dalla preistoria all'età classica e comprende anche opere e manufatti databili fino alla fine del XVIII secolo ed anche oltre.
Nell'ambito del Sistema museale città di Teramo (citato anche con l'acronimo CMT, ossia Civici Musei Teramo) risulta essere il polo centrale dell'organismo che raggruppa i siti archeologici e gli altri musei presenti nel centro abruzzese, quali: la Pinacoteca civica ed i siti del teatro romano, dell'anfiteatro romano, della domus di Torre Bruciata, della domus di Largo Madonna delle Grazie e della Necropoli di Ponte Messato.
La dedicazione a Francesco Savini rende omaggio alla figura dello storico, archeologo, paleografo teramano che accentrò i suoi interessi di ricerca nell'area geografica dell'Abruzzo teramano.

## Storia
L'edificio che accoglie il museo ha cambiato più volte destinazione d'uso nel corso del tempo. Il fabbricato insiste su di un'area edificata nel XIII secolo. Nel 1613 avvennero le prime trasformazioni quando furono avviati i lavori interni per la costruzione della chiesa intitolata a san Carlo cui si aggiunse un convento che, nel 1742, fu trasformato in orfanotrofio. Un tempo, come ricorda Niccola Palma, il luogo di culto era noto anche come la Cappella del Conservatorio delle Orfane di San Carlo. In seguito, nell'anno 1833, il fabbricato beneficiò di una serie di restauri e nel 1842 di un ampliamento dei volumi. Nel 1878 avvenne lo spostamento dell'orfanotrofio e l'immobile fu destinato a diventare il Palazzo del Tribunale.

## Percorso museale
Lo spazio espositivo dell'allestimento museale teramano offre la lettura del territorio locale che dalla preistoria al medioevo arriva fino al Rinascimento.
È ripartito in due sezioni:
- al piano terra si trovano le sale che custodiscono i reperti datati dalle origini dell'insediamento romano fino allo sviluppo della città nell'Alto Medioevo,[3] ripercorrendo il tempo che va dal XII secolo a.C. fino al VII secolo d.C.[2][5][7] In questo settore sono riunite le testimonianze archeologiche che provengono dall'abitato, dalle necropoli del teramano e dagli edifici pubblici del teatro e dall'anfiteatro e dalle domus romane come il mosaico del Leone. Vi sono, inoltre, alcune delle sculture romane in marmo bianco ed il busto con l'effigie di Settimio Severo.[5][8]
- al primo piano sono esposte le testimonianze dalla preistoria al periodo medievale, ricomponendo la storia del territorio dei Pretuzi e dei Piceni.[7] I numerosi materiali provengono dalle grotte presenti sul territorio (Grotta di Sant'Angelo di Civitella del Tronto[9]) e dalle necropoli protostoriche di Ripoli, Tortoreto e Campovalano, dalle ville romane dei siti di Basciano, Giulianova, Pagliaroli e Tortoreto.[2] In questo spazio vi è anche la trattazione della produzione ceramica medievale e dell'architettura romanica teramana. In una sala vi sono le statue fittili del ninfeo di Tortoreto, ritrovate nell'anno 1956 ed un frammento di un gruppo scultoreo di tre figure che ritrae l'episodio dell'accecamento di Polifemo.[10] Fra altre sculture vi sono le muse: Calliope, Euterpe ed Erato.[5]

All'ultimo piano del museo sono conservati alcuni documenti della storia della città, provenienti dall'Archivio storico comunale.

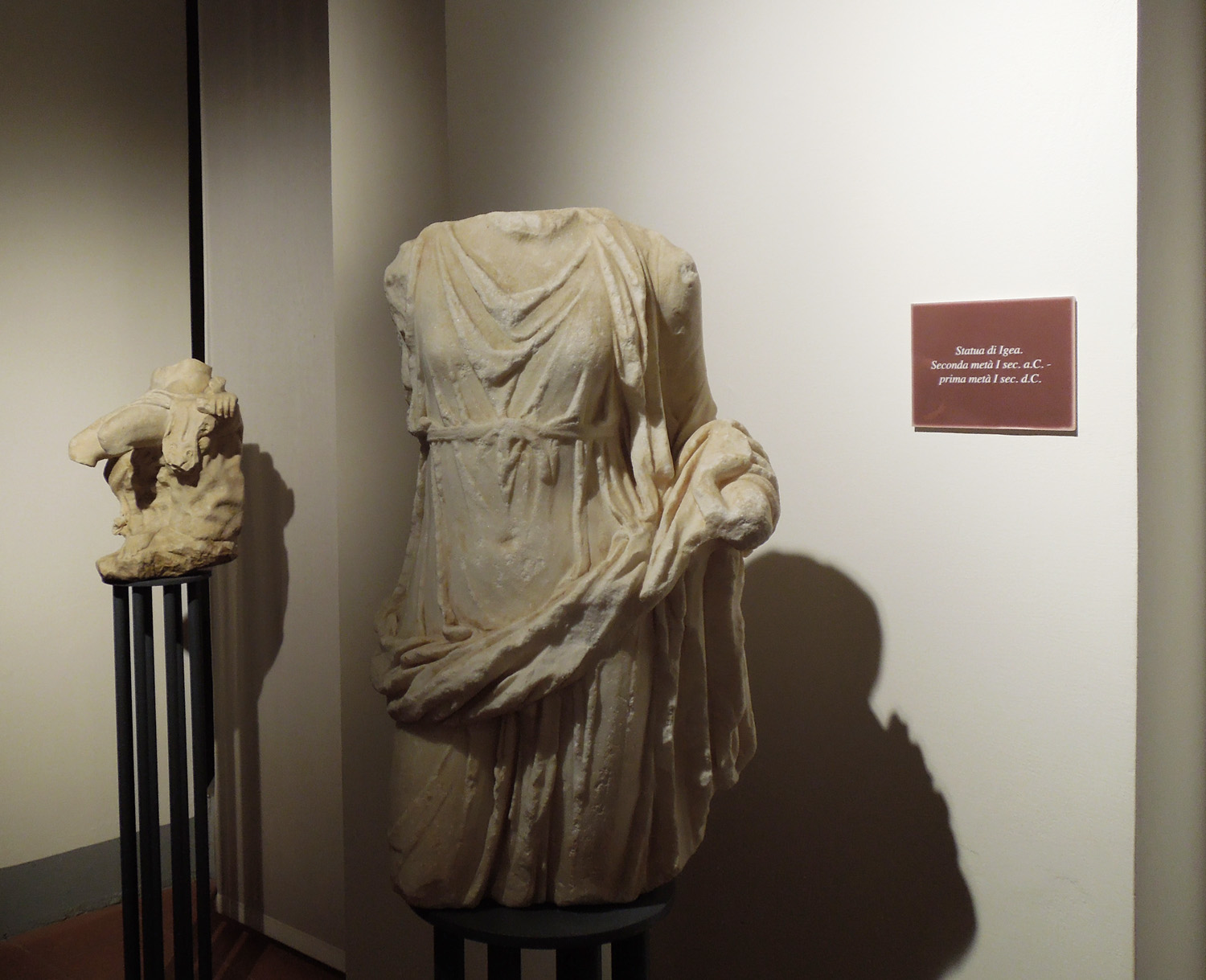
Statua di Igea
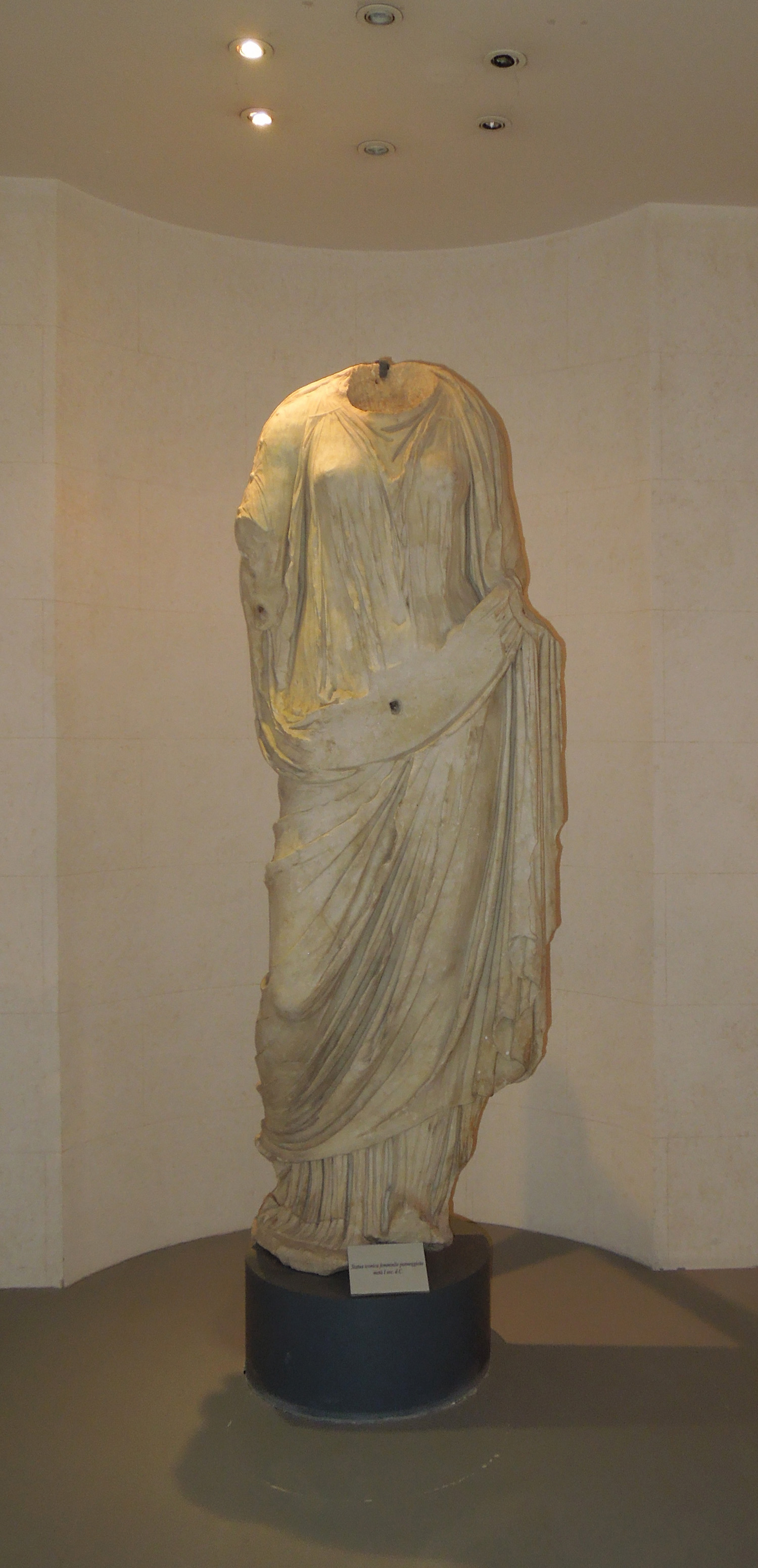
Statua acefala in marmo, raffigurante una musa, proveniente dal sito del Teatro romano di Teramo, probabilmente impiegata nella decorazione scultorea del frontescena.
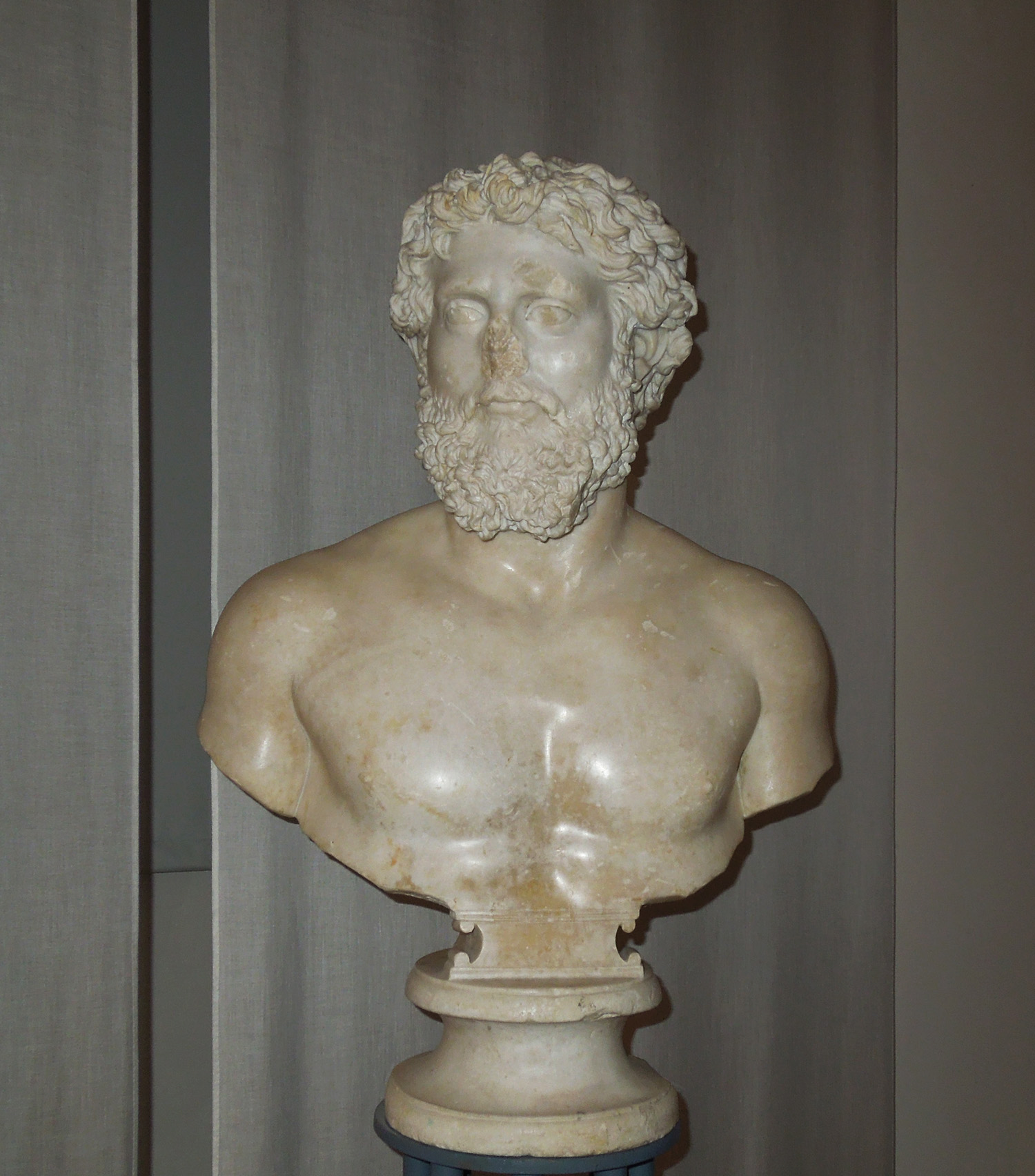
Busto di Settimio Severo eseguito verso la fine del II secolo d.C.
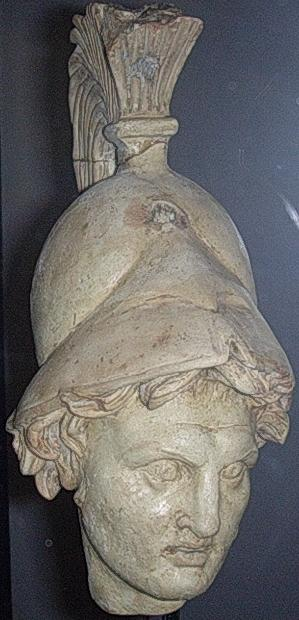
Testa elamta di combattente proveniente dal Santuario di Giove presso Pagliaroli di Cortino
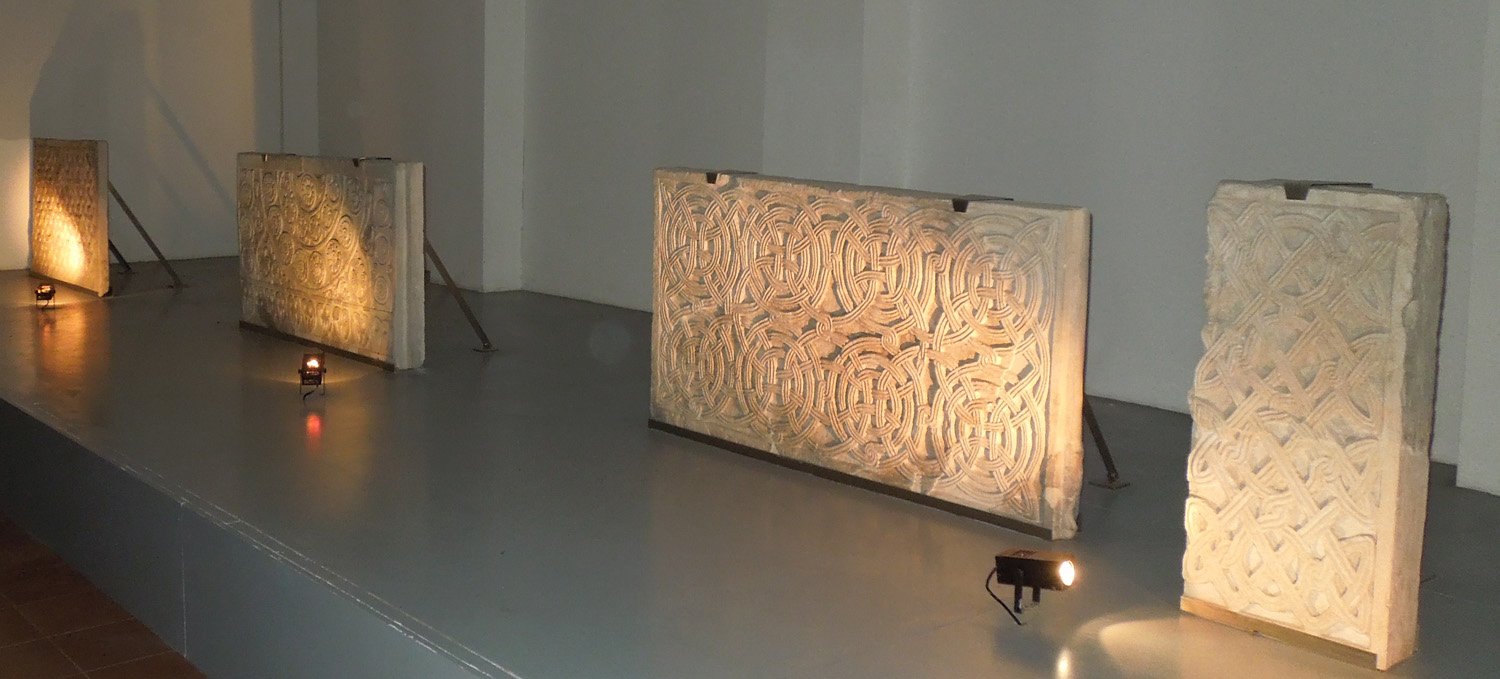
Plutei provenienti dalla Chiesa di Santa Maria Aprutiensis
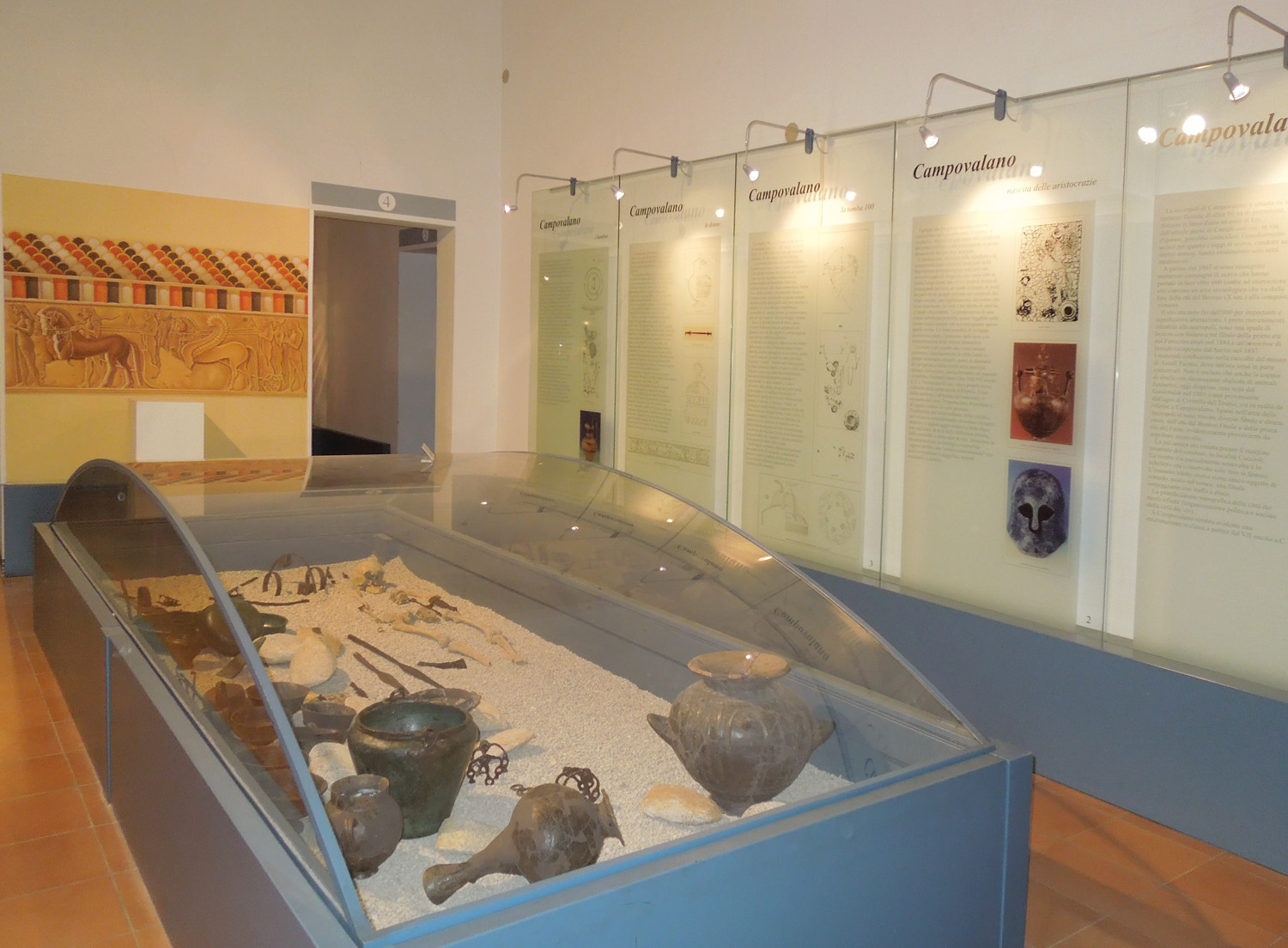
Sala dedicata all'esposizione dei reperti e del corredo funerario di una tomba rinvenuta presso la necropoli di Campovalano

### Attività del museo
La struttura museale, oltre al percorso espositivo, organizza laboratori didattici, mostre temporanee, visite guidate ed altre attività.

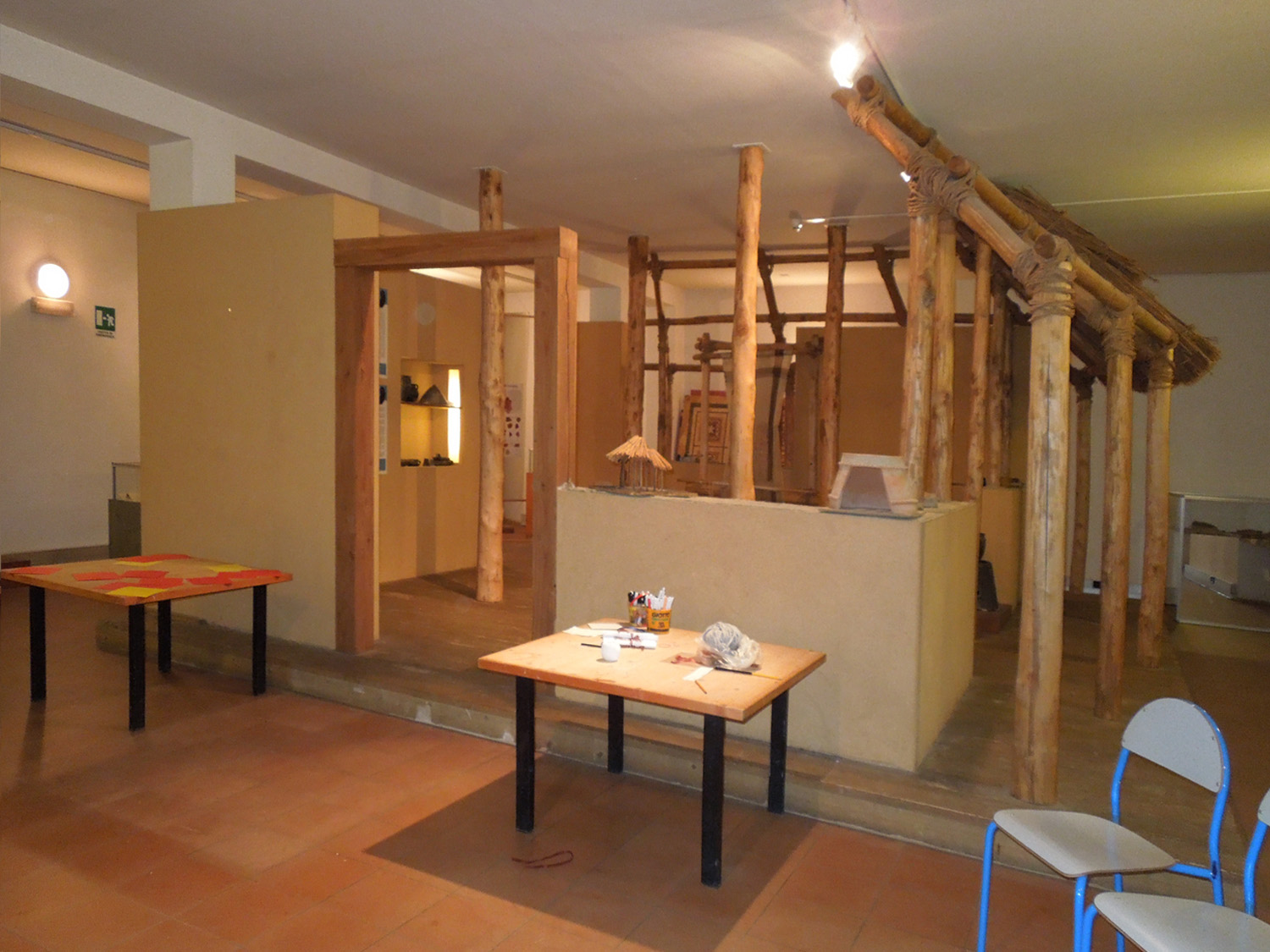
Laboratorio didattico

## Auditorium comunale San Carlo
All'interno del museo Savini vi è la sala dell'Auditorium di San Carlo, nello spazio dell'ex Chiesa o Cappella del Conservatorio delle Orfane di San Carlo. Anch'essa di proprietà dell'Amministrazione comunale teramana, ha uno spazio di 175 m² ed una capienza di circa 99 persone. Annessi alla sala vi sono anche 2 ambienti per strumentazioni ed apparecchiature tecniche. È fruibile per ospitare convegni, iniziative socio-culturali, seminari, spettacoli teatrali, presentazioni di libri, concerti e matrimoni civili.